# Apistogramma eremnopyge
Apistogramma eremnopyge là một loài cá nước ngọt nhiệt đới thuộc chi Apistogramma trong họ Cá hoàng đế. Loài này được mô tả lần đầu tiên vào năm 2004.

## Tên gọi
Trong tiếng Hy Lạp, từ eremnopyge trong tên của loài này được ghép từ eremnos, mang ý nghĩa "đen sẫm", và pyge, mang ý nghĩa "vùng mông", ám chỉ đến đốm đen trên cuống đuôi của nó.

## Phân bố và môi trường sống
A. eremnopyge là loài đặc hữu của Peru, nơi mà chúng chỉ được tìm thấy ở sông Rio Pintuyacu, một nhánh thuộc lưu vực sông Rio Itaya (tỉnh Loreto, Peru), có độ cao khoảng 120 m. A. eremnopyge ưa sống ở những vùng nước đen có dòng chảy chậm (pH ~ 5).

## Mô tả
A. eremnopyge là một loài cá nhỏ, với chiều dài ở con đực trưởng thành là khoảng 3,4 cm, trong khi ở cá mái chỉ có 2,8 cm. A. eremnopyge có thể phân biệt với những loài họ hàng của nó qua một đốm đen sẫm nổi bật ở phần dưới của cuống đuôi xuất hiện ở cả hai giới. Thân của A. eremnopyge có một lằn sọc ngang kéo dài từ mắt đến cuống đuôi. Con đực lớn hơn và có màu sắc nổi bật hơn con mái, đặc biệt là vây lưng và vây hậu môn của con đực thường dài hơn.
Việc sinh sản thường diễn ra vào lúc chập tối hoặc trước bình minh, sau đó con đực trở về lãnh thổ của mình, để con cái bảo vệ trứng và cá bột. Trứng nở sau khoảng 2 ngày và cá bột có thể bơi tự do sau 5 - 6 ngày. Khoảng 4 - 8 tuần sau đó, cá mái sẽ rời bỏ đàn cá con của mình.
Số ngạnh ở vây lưng: 16; Số vây tia mềm ở vây lưng: 7; Số ngạnh ở vây hậu môn: 3; Số vây tia mềm ở vây hậu môn: 6 - 7; Số đốt sống: 25.
A. eremnopyge thường được nuôi làm cảnh trong các bể cá.